# Марийак-ле-Фран
Марийа́к-ле-Фран (фр. Marillac-le-Franc) — коммуна во Франции, находится в регионе Пуату — Шаранта. Департамент — Шаранта. Входит в состав кантона Ла-Рошфуко. Округ коммуны — Ангулем.
Код INSEE коммуны — 16209.
Коммуна расположена приблизительно в 380 км к юго-западу от Парижа, в 95 км южнее Пуатье, в 24 км к северо-востоку от Ангулема.

## Население
Население коммуны на 2008 год составляло 710 человек.
| 1962 | 1968 | 1975 | 1982 | 1990 | 1999 | 2008 |
| ---- | ---- | ---- | ---- | ---- | ---- | ---- |
| 594  | 521  | 599  | 574  | 626  | 617  | 710  |

## Администрация
| Период | Период | Фамилия         | Партия       | Примечания  |
| ------ | ------ | --------------- | ------------ | ----------- |
| 1983   | 2008   | Жан-Пьер Шамуло | Разные левые |             |
| 2008   |        | Пьер Бардула    |              | ремесленник |

## Экономика
В 2007 году среди 457 человек в трудоспособном возрасте (15—64 лет) 311 были экономически активными, 146 — неактивными (показатель активности — 68,1 %, в 1999 году было 66,7 %). Из 311 активных работали 291 человек (155 мужчин и 136 женщин), безработных было 20 (10 мужчин и 10 женщин). Среди 146 неактивных 30 человек были учениками или студентами, 63 — пенсионерами, 53 были неактивными по другим причинам.

## Достопримечательности
- Приходская церковь Сен-Дидье (XII век). Исторический памятник с 1925 года[8]

## Фотогалерея

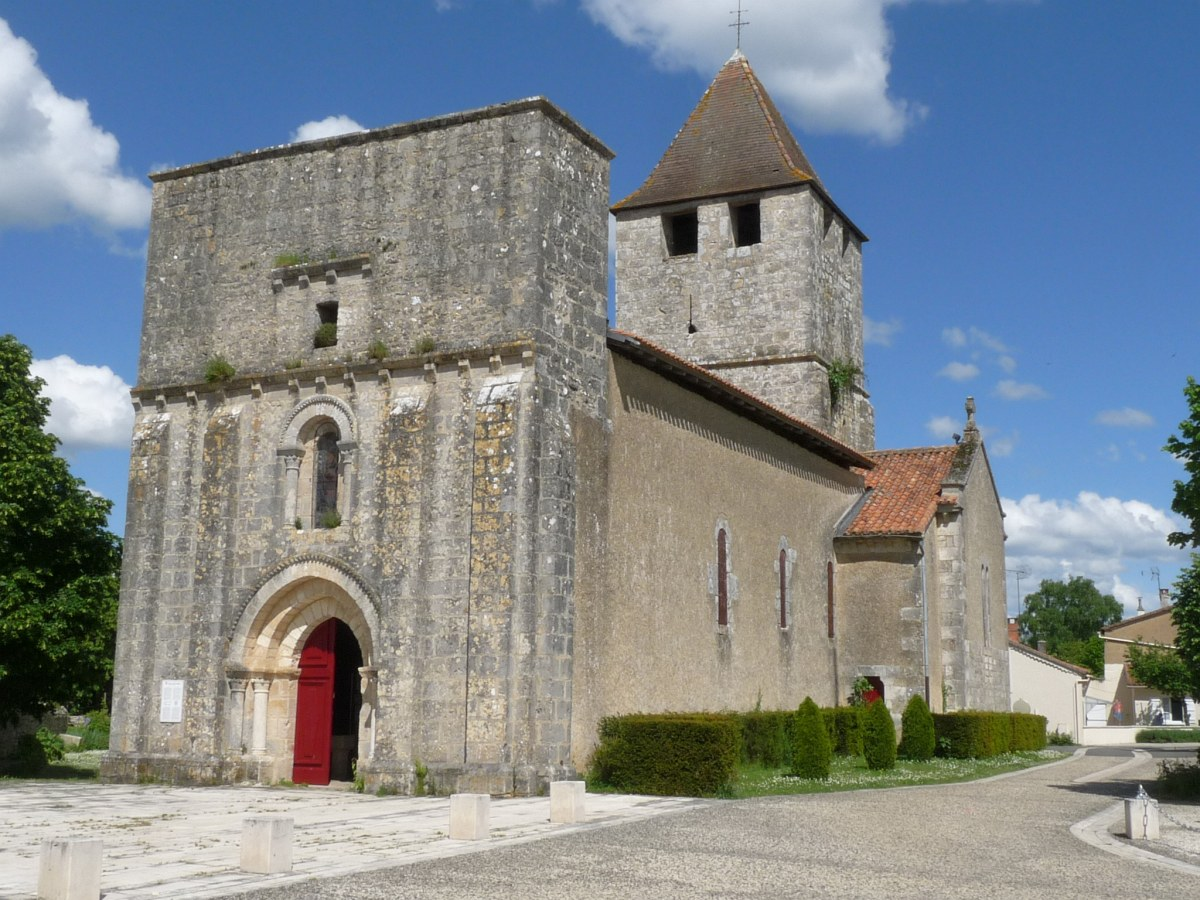
Церковь Сен-Дидье
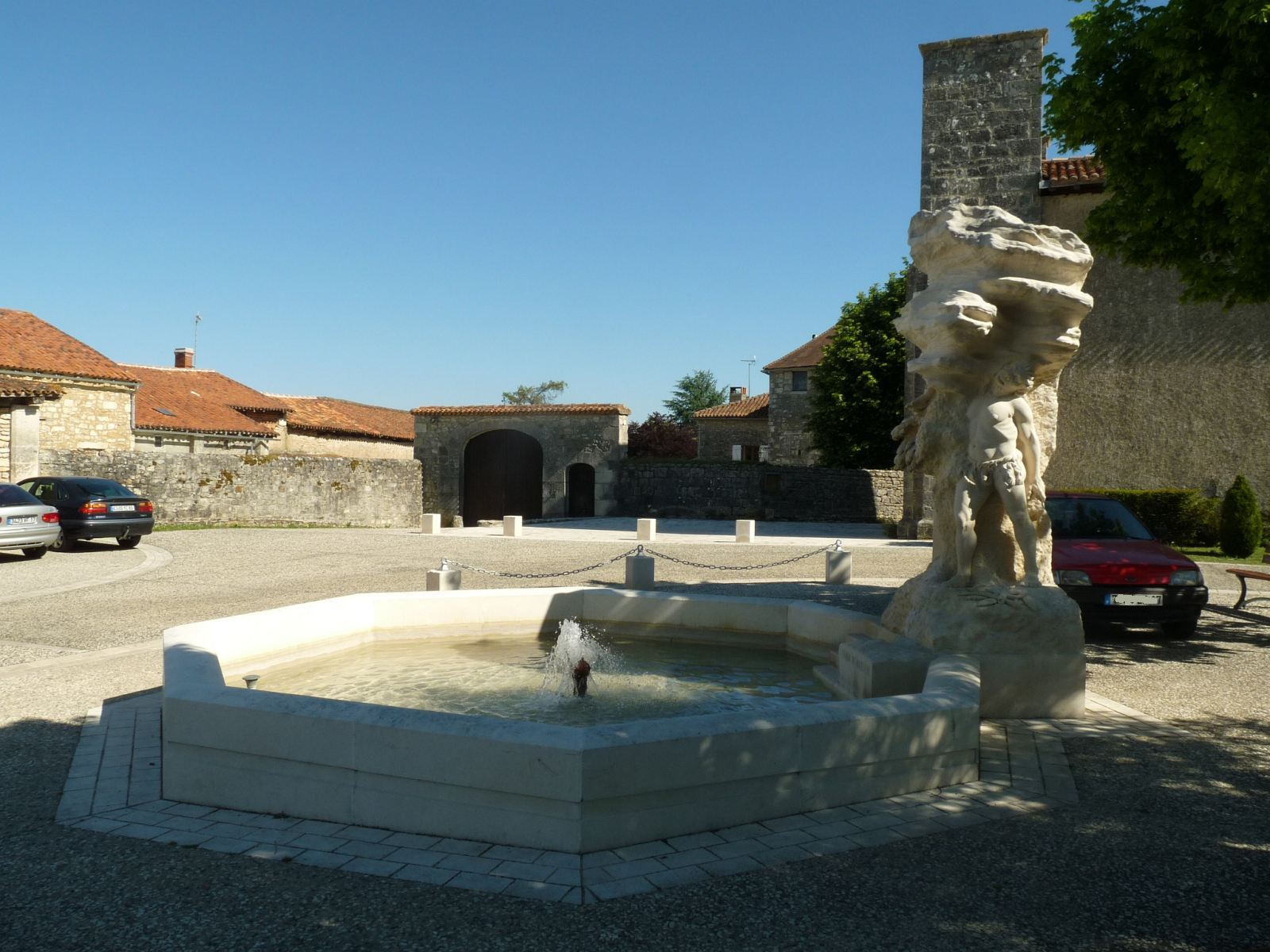
Фонтан на площади перед церковью
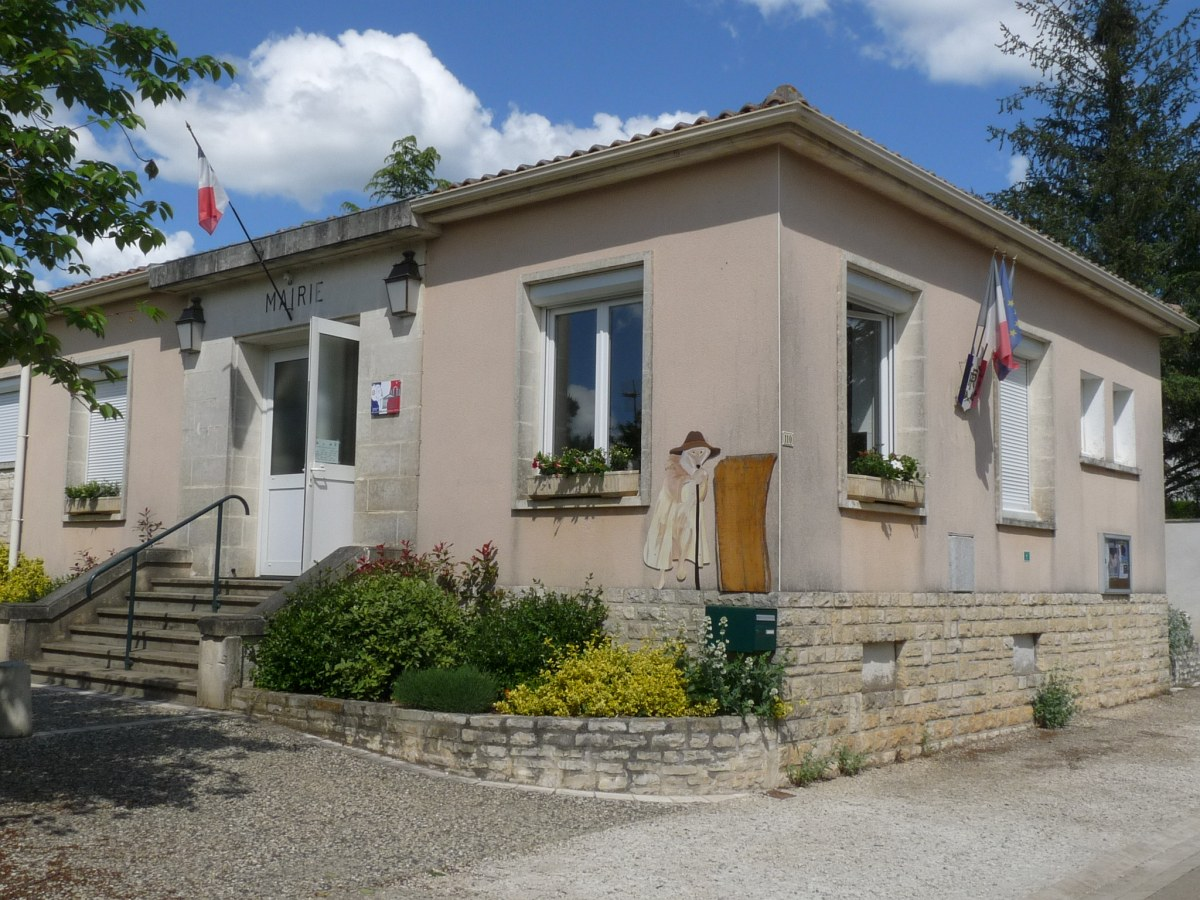
Мэрия